# The Good Witch's Gift - Il matrimonio di Cassie
The Good Witch's Gift - Il matrimonio di Cassie (The Good Witch's Gift) è un film TV del 2010 diretto da Craig Price.
Il film è il seguito di The Good Witch's Garden - Il giardino dell'amore e il terzo capitolo del media franchise The Good Witch.

## Trama
Cassie Nightingale si è sistemata comodamente a Middleton con una boutique di successo e ora è fidanzata con il capo della polizia Russell. Avere regali per tutti gli altri, trovarne uno per Cassie si rivela un po' più complicato per Jake. Si concentra nel lasciare che Cassie si svegli con una famiglia il giorno di Natale, dopo essersi sposata la vigilia di Natale. A 7 giorni dalla fine, tutti vengono coinvolti nella pianificazione. Martha Tinsdale, che sta cercando un lavoro dopo che il marito ha annunciato che sono al verde, scopre il suo talento per la pianificazione del matrimonio. Alla fine riesce a superare le sue battaglie per non lasciare che la sua stessa visione minacci la sposa. Betty, la proprietaria di un panificio locale, si occupa del menu, compresa la torta, e ne esce più sicura di se stessa dopo che Cassie le ha regalato una collana. Come capo della polizia, Jake Russell ha ulteriori preoccupazioni, come Leon Deeks, un uomo che ha messo in prigione per aver rapinato una banca 10 anni fa, è uscito di prigione. Il denaro rubato non era mai stato trovato. Leon appare nella sua ex casa e sua figlia Jody è felice di vederlo, ma sua moglie ha chiesto il divorzio e lo caccia. Jody ha una relazione con Brandon e loro due visitano il negozio di Cassie. Lori è stata appena messa a capo della fede di Cassie, l'ultima cosa che ancora possiede da sua madre. Dopo che i tre parlano un po' , Jody deve improvvisamente andarsene. Subito dopo, Lori nota che l'anello è scomparso. Si sente orribile per averla persa e Lori sospetta che Jody sia stata coinvolta nella scomparsa dell'anello e la visita a casa. Prima che lei possa suonare il campanello della porta, Brandon vede Lori e la accusa di aver nozioni preconcette di Jody solo a causa delle precedenti indiscrezioni di suo padre. Continua a arrabbiarsi con chiunque sospetti di Jody. Più tardi scoprono che Martha, che era già stata nel negozio, l'aveva accidentalmente messa nella borsetta. I problemi continuano quando il certificato di matrimonio è prima difficile da acquisire, solo per essere seguito dalla rottura della macchina del ministro e da un cane che mangia la torta nuziale. George pensa di trasferirsi a Montreal, ma Cassie gli fa venir voglia di restare a Grey House dopo che si è trasferita con Jack dopo il matrimonio. Accoglie il suo nuovo lavoro come custode per la proprietà. Tutti gli altri problemi vengono risolti appena in tempo per il matrimonio. Leon recupera il denaro rubato da sotto le piastrelle nel negozio di Cassie, dove l'aveva nascosto quando era ancora una casa abbandonata, e lo restituisce a Jake. Decide di rimanere a Middleton per riconquistare la fiducia della gente e la sua famiglia decide di dargli una seconda possibilità. Cassie si sveglia la mattina dopo con la famiglia.

## Distribuzione
Il film è stato trasmesso in Canada su Hallmark Channel il 13 novembre 2010; in Italia è stato trasmesso su Rai 2 il 29 dicembre 2011.